# Centro de Pesquisa Nuclear de Soreq

Edifício do reator em construção, em 1960.

O Centro de Pesquisa Nuclear de Soreq (em hebraico:  המרכז למחקר גרעיני - שורק) é um instituto de investigação e desenvolvimento situado perto das localidades de Palmachim e Yavne em Israel. Ele opera sob os auspícios da Comissão de Energia Atômica de Israel (IAEC). O centro conduz pesquisas em várias ciências físicas, nomeadamente o desenvolvimento de vários tipos de sensores, lasers, pesquisa atmosférica, técnicas de ensaios não-destrutivos, ambiente espacial, segurança nuclear,diagnóstico médico e a medicina nuclear. É também uma das três instalações em Israel, que produzem vários tipos de rádiofármacos para uso pelas organizações de saúde em todo o país.
O instituto abriga uma grande variedade de laboratórios e centros de investigação, incluindo um reator nuclear AMF de 5 MW do tipo piscina que usa água leve, fornecido no final da década de 1950 pelos Estados Unidos sob o Programa Átomos para a Paz, um ciclotron acelerador de prótons de 10 MeV, e um acelerador linear supercondutor de 5-40 MeV, 0.04-5 mA de próton e deutério de onda contínua– a primeira fase do qual foi encomendado em 2013.
Encomendado pelo governo Israelense em 1956, o prédio do reator foi projetado pelo arquiteto norte-Americano Philip Johnson. , Com o seu distinto estilo brutalista, ele já apareceu em selos e foi um dos edifícios favoritos de Johnson, ainda que as precauções de segurança tenham impedidu-o de visitar a estrutura concluída quando ele visitou Israel, em 1966.
O Centro é nomeado após um pequeno rio perto de Soreq.
O Centro funciona sob as salvaguardas da Agência Internacional de Energia Atômica.